# Opopaea mattica
Opopaea mattica là một loài nhện trong họ Oonopidae.
Loài này thuộc chi Opopaea. Opopaea mattica được Eugène Simon miêu tả năm 1893.